# Kenneth Elmer
Kenneth Elmer, född 24 april 1948, är en friidrottare från Kanada. Han deltog vid olympiska sommarspelen 1972.